# Pengarayan
Pengarayan is een bestuurslaag in het regentschap Ogan Komering Ilir van de provincie Zuid-Sumatra, Indonesië. Pengarayan telt 4028 inwoners (volkstelling 2010).